# Савинський елеватор
Савинський елеватор — підприємство харчової промисловості у смт Савинці Балаклійського району Харківської області. Є дочірнім підприємством ДАК «Хліб України».

## Історія
У січні 1974 року розпочато будівництво Савинського елеватора.
У липні 1977 року Державна комісія прийняла завершене будівництво.
Саме підприємство було створено у 1977 році внаслідок об'єднання створеного в 1968 році на базі контори «Заготзерно» хлібоприймального пункту та побудованого у 1977 році зернового елеватора.
Першим директором державного підприємства «Савинський елеватор» став Олексій Федорович Бідненко. У 1977 році прийнято 150 тисяч тонн збіжжя (пшениця, ячмінь, жито, овес, просо, горох, кукурудза, насіння соняшнику).
З 1980 року правління підприємством очолив директор Михайло Григорович Павленко.
У 1985—2000 роках підприємство очолював Володимир Васильович Тарасенко.
Після проголошення незалежності України елеватор перейшов у відання Міністерства сільського господарства та продовольства України.
У березні 1995 року Верховна Рада України внесла елеватор до переліку підприємств, приватизація яких заборонена у зв'язку з їх загальнодержавним значенням.
Після створення у серпні 1996 року державної акціонерної компанії «Хліб України» елеватор став дочірнім підприємством ДАК «Хліб України».
З травня 2000 року підприємство очолила Ірина Миколаївна Пазій.
2005 рік елеватор завершив із чистим прибутком 533 тис. гривень.
На 2008 рік місткість елеватора становила 153 тис. тонн.
Після створення 11 серпня 2010 року Державної продовольчо-зернової корпорації України елеватора було включено до складу підприємств ДПЗКУ.
Станом на 2015 рік Савинський елеватор входив до числа найбільших хлібоприймальних підприємств України.

### Сучасні дні
Основними функціями підприємства є зберігання та перероблювання зернових культур (пшениці, кукурудзи, ячменю, насіння ріпаку та насіння соняшника). Окрім традиційних зернових культур фахівці елеватора освоюють технології зберігання нових культур: сої, сорго, ріпаку.
Елеватор офіційно сертифікований як зерносховище, яке може використовуватися як одне з місць зберігання зерна державних продовольчих резервів України.
Місткість елеватора становить 146,5 тис. тонн (зокрема елеваторна — 144 тис. тонн та складська — 2,5 тис. тонн).
Останні роки підприємство співпрацює з фірмою «Малтіроп» щодо зберігання ячмінного солоду та пивоварного ячменю, які використовуються під час виготовлення пива Роганським пивзаводом.
У ваговому господарстві підприємства також проведено реконструкцію. 30-тонні автомобільні ваги замінені на 60-тонні електронні, бо все частіше виробники зернових культур з метою економії коштів використовують для перевезення продукції багатотоннажні автомобілі. Проведена реконструкція точки автоприйому.
Підприємство уклало договір лізингу на придбання нової сучасної американської сушарки, що дасть змогу розширити перелік культур, які зможе приймати підприємство.

## Джерело
- Савинський елеватор